# مقاطعة جونسون (أركنساس)
مقاطعة جونسون (بالإنجليزية: Johnson County)‏ هي إحدى مقاطعات ولاية أركنساس في الولايات المتحدة الأمريكية.